# ニーダーザクセンシュタディオン
ニーダーザクセンシュタディオン（ドイツ語: Niedersachsenstadion）は、ドイツ・ニーダーザクセン州の州都・ハノーファーにあるスタジアム。1954年完成。収容人数は49,200人。地元のサッカークラブチーム・ハノーファー96がホームグラウンドとしている他、ドイツで開催された2度のFIFAワールドカップでも使用された。
命名権名称により、2022年よりハインツ・フォン・ハイデン・アレーナ（ドイツ語: Heinz-von-Heiden-Arena）の名称が用いられている。

## 概要

### 建設
1952年に建設工事に着手。現場打コンクリート杭の一種であるフランキー杭で基礎を構築し、その上に第二次世界大戦によるハノーファーへの空襲で破壊された建物の瓦礫を使ってスタンドを構築するという方法で建設が行われた。完成時の収容人員は86,656人で、これは当時の西ドイツではベルリン・オリンピアシュタディオンに次ぐ規模を誇った。建設費は400万ドイツマルク。最初に行われたサッカーの試合はハノーファーを本拠地とするハノーファー96とSVアルミニア・ハノーファーの試合で、1-0でハノーファー96が勝利した。当スタジアムの完成を機に、ハノーファー96は1959年にアイレンリーデシュタディオンから本拠地を移転した。

### 1974年-2000年の改装工事
1974 FIFAワールドカップの会場の一つとするため、2,600万ドイツマルクを費やして最初の改装工事が実施された。元々立ち見席だった西側スタンド上段に座席が設置され、座席数が38,000席に増加する一方で収容人員は60,400人に減少した。
以後、下記の小規模改修が実施されている。
- 1994年：東側スタンドのベンチシートを折りたたみ式の個別席に、南側スタンドの立見席8,000席を個別のバケットシートに変更。収容人数は56,000人に減少。
- 1999年-2000年：ハノーヴァー万国博覧会に向けて、ベンチシートを個別のバケットシートに変更し、西側動線の拡大を実施。同時に、安全面から立ち見席ブロックの収容人員を変更したことで、収容人員は50,000人に減少。建設費は1,350万ドイツマルク[3]。

### 2003-04年の大規模改修
2003年から2004年にかけて、2006 FIFAワールドカップに向け、全面的な改修工事が実施された。国際サッカー連盟 (FIA) の求めるスタジアム基準（特に客席全面を覆う屋根の設置）に合致させるため、2000年の改修工事で改修したエリアを含めて西側スタンドの一部を除く建物全体の70％を取り壊して新たなサッカー専用スタジアムを構築するというもので、6,304万ユーロの建設費を要した。建設費の調達に当たってはコンセッション方式が採用され、ハノーファー96の運営会社である Hannover 96 Sales & Service GmbH & Co KG が設立した Niedersachsenstadion Projekt- und Betriebsgesellschaft mbH & Co KG（後に「Hannover 96 Arena GmbH & Co KG」に改称）が事業主体となった。
改築に当たっては、陸上競技施設を撤去するだけでなく、ピッチを西側スタンド跡に移設し、その周囲に新たな屋根付きスタンドを構築する手法が採られた。
改築により収容人員は49,200人となったが、FIFAワールドカップ開催中は立ち見エリアに座席を配置したため、収容人員は45,100人となった。

## 命名権
2002年にスタジアムの命名権が売却され、ハノーファーに本拠を置く金融コンサルティング業のAWDホールディングス（現・スイス・ライフ・セレクト）が取得し「AWDアレーナ」（独: AWD-Arena）の名称とした。
2013年にAWDホールディングスがスイスの保険グループであるスイス・ライフの傘下に入り「AWD」ブランドの使用を終了することに伴い命名権契約の更新をしないこととし、ドイツの保険相互会社であるドイツ産業賠償責任協会 (HDI) が命名権を取得し、「HDIアレーナ」（独: HDI-Arena）の名称とした。
HDIによる命名権は10年（当初7年契約+3年延長）となったが、2022年限りで命名権契約を満了し、住宅デベロッパーのハインツ・フォン・ハイデン・マッシフォイザーが2027年までの命名権を取得して「ハインツ・フォン・ハイデン・アレーナ」（独: Heinz-von-Heiden-Arena）の名称としている。
なお、FIFAコンフェデレーションズカップ2005と2006 FIFAワールドカップの期間中は「FIFA WM-シュタディオン・ハノーファー」（FIFAワールドカップスタジアム・ハノーファー、独: FIFA WM-Stadion Hannover）の名称とした。また、古くからのファンの間では、命名権名称ではなく昔ながらの「ニーダーザクセンシュタディオン」の名称で呼ばれるという。

## 主要な試合

### 1974 FIFAワールドカップ
| 日付    | キックオフ (CEST) | チーム1    | 結果 | チーム2      | ラウンド             | 観客数 |
| ------- | ----------------- | ---------- | ---- | ------------ | -------------------- | ------ |
| 6月15日 | 16:00             | オランダ   | 2–0  | ウルグアイ   | グループ 3           | 53,000 |
| 6月19日 | 19:30             | ブルガリア | 1–1  | ウルグアイ   | グループ 3           | 12,000 |
| 6月26日 | 19:30             | ブラジル   | 1–0  | 東ドイツ     | グループ A 2次リーグ | 58,463 |
| 6月30日 | 16:00             | ブラジル   | 2–1  | アルゼンチン | グループ A 2次リーグ | 38,000 |

### UEFA欧州選手権1988
| 日付    | キックオフ (CEST) | チーム1      | 結果 | チーム2  | ラウンド   | 観客数 |
| ------- | ----------------- | ------------ | ---- | -------- | ---------- | ------ |
| 6月11日 | 15:30             | デンマーク   | 2–3  | スペイン | グループ A | 60,366 |
| 6月15日 | 20:15             | アイルランド | 1–1  | ソビエト | グループ B | 38,308 |

### 2006 FIFAワールドカップ
| 日付    | キックオフ (CEST) | チーム1    | 結果 | チーム2    | ラウンド              | 観客数 |
| ------- | ----------------- | ---------- | ---- | ---------- | --------------------- | ------ |
| 6月12日 | 21:00             | イタリア   | 2–0  | ガーナ     | グループ E            | 43,000 |
| 6月16日 | 21:00             | メキシコ   | 0–0  | アンゴラ   | グループ D            | 43,000 |
| 6月20日 | 16:00             | コスタリカ | 1–2  | ポーランド | グループ A            | 43,000 |
| 6月23日 | 21:00             | スイス     | 2–0  | 韓国       | グループ G            | 43,000 |
| 6月27日 | 21:00             | スペイン   | 1–3  | フランス   | 決勝トーナメント1回戦 | 43,000 |